# Baluarte de los Mallorquines
El Baluarte de los Mallorquines es un baluarte del siglo XVI situada en la ciudad española de Ceuta. Está situado en el extremo suroeste de la Muralla Real del Conjunto Monumental de las Murallas Reales.

## Historia
Construida en época portuguesa, siglo XVI sufrió bastantes reformas durante el XVIII, sirviendo para apoyar al puente levadizo que hasta 1729 salvaba la Puerta del Campo. 
En 1900 al ser ampliado el Puente del Cristo, este baluarte fue derribado, apareciendo lienzos califales y en fechas recientes fue reconstruido para albergar la Oficina de Turismo.

## Descripción
Con dos flancos, alberga en su interior la Oficina de Turismo.